# Rudolf Hruska
Rudolf Hruska (* 2. Juli 1915 in Wien; † 4. Dezember 1995 in Turin) war ein österreichischer Automobilkonstrukteur, der vor allem für die Firma Alfa Romeo gearbeitet hat.

## Leben
Rudolf Hruska stammte aus einer böhmischen Familie und verlor seine Mutter im Alter von fünf Jahren. Der Vater entschied sich, eine neue Familie zu gründen und Rudolf Hruska wurde infolgedessen als Kind von Verwandten großgezogen. 
Nach dem Studium an der Wiener Ingenieurschule arbeitet Hruska zunächst für Ferdinand Porsche an der Entwicklung des KdF-Wagens. Nach dem Zweiten Weltkrieg war er an der Entwicklung der Cisitalia-Rennwagen maßgeblich beteiligt. 1951 wechselte er zu Alfa Romeo. Hruska hatte zunächst die Aufgabe, die Produktivität bei der Fertigung des Alfa Romeo 1900 im Werk Portello zu verbessern. Dies war damals die erste Großserienfertigung von Fahrzeugen bei Alfa Romeo. 1954 wurde er zum technischen Direktor ernannt. 1959 wurde Hruska die Leitung des Werkes Portello anvertraut. Aus Unzufriedenheit über personelle Veränderungen wechselte er danach zu Simca und später zu Fiat. Die Modelle Simca 1000 und Fiat 124/Fiat 128 sind von ihm mitgestaltet worden. 
1967 erhielt Hruska von Alfa Romeo das Angebot, den neuen Alfasud zu bauen. Er sollte sowohl das Fahrzeug völlig neu konstruieren, als auch ein komplett neues Werk in Pomigliano d’Arco in der Nähe von Neapel errichten und in Betrieb nehmen. Nach erfolgreichem Abschluss dieses großen Projekts erhielt er 1974 die Verantwortung für Design, Entwicklung, Forschung und Konstruktion im Stammhaus in Arese. 1980 schied Hruska im Alter von 65 Jahren aus. Als Berater blieb er dem Automobilbau noch einige Jahre verbunden.